# یورکویل (ایندیانا)
یورکویل (به انگلیسی: Yorkville) یک منطقهٔ مسکونی در ایالات متحده آمریکا است که در شهرستان دیربورن، ایندیانا واقع شده‌است. یورکویل ۲۸۴٫۰۸ متر بالاتر از سطح دریا واقع شده‌است.